# نورمان إم. روبرتسون
نورمان إم. روبرتسون (بالإنجليزية: Norman M. Robertson)‏ هو محامي أمريكي، ولد في 12 أبريل 1951 في باترسون في الولايات المتحدة.